# 모하비 실험
모하비 실험(Mojave Experiment)은 2008년 마이크로소프트가 윈도우 비스타용으로 실시한 광고 캠페인이었다. 이 캠페인은 운영 체제에 대한 소비자의 부당하고 부정적인 인식을 바꾸려는 마이크로소프트 노력의 일환이었다. 모하비는 마이크로소프트가 윈도우 비스타를 시연하는 개인들로 구성된 일련의 광고를 게재했다. 그러나 운영 체제는 시연 중에 공개되지 않은 "모하비"(Mojave)라는 코드 이름의 윈도우의 새 버전으로 변장하여 브랜드가 변경되었다.
시연에 앞서 참가자들은 일반적으로 윈도우 비스타에 대해 부정적인 평가를 내렸다. 이와 대조적으로 "모하비"에 대한 리뷰는 긍정적이었으며 참가자들은 스스로 운영 체제를 사용하거나 구매할 의사가 있다고 밝혔다. 같은 참가자들은 "모하비"가 윈도우 비스타라는 말을 듣고 놀랐다. 이 캠페인은 부정적인 소비자 인식이 주로 운영 체제에 대한 선입견의 결과라는 것을 암시했다.

## 같이 보기
- 윈도우 비스타 에디션
- 윈도우 얼티밋 엑스트라
- 윈도우 7